# Стрельба в Нью-Йоркском метрополитене (2022)
Стрельба в Нью-Йоркском метрополитене была совершена утром 12 апреля 2022 года в Бруклине, Нью-Йорк, США. Примерно в 8:24 утра по местному времени 62-летний чёрный националист Фрэнк Роберт Джеймс надел противогаз, бросил две дымовые шашки и выстрелил из пистолета Glock 17 33 раза. Стрельба произошла, когда поезд следовал между станциями 59-я и 36-я улицы. 
В результате произошедшего 29 человек получили ранения (из них 10 — огнестрельные, 19 — от отравления продуктами горения). Днём позже подозреваемый был арестован. 5 октября 2023 года Джеймс был приговорён к 10 срокам пожизненного заключения без права на условно-досрочное освобождение.

## Стрельба
Нападение произошло около 8:24 утра 12 апреля 2022 года. Нападавший надел противогаз, бросил дымовые шашки в поезд, следовавший на север, и открыл огонь по пассажирам на станции «36-я улица». Часть пострадавших остались на платформе, а часть уехали на станцию «25-я улица», нападавший скрылся.
Пожарные департамента Нью-Йорка прибыли на станцию «36-я улица», отреагировав на сообщения о задымлении. По прибытии они обнаружили пострадавших и несколько неразорвавшихся устройств. Позднее полиция заявила, что ни одно из них не было «активным взрывным устройством».

## Раненые
На утренней пресс-конференции департамента полиции Нью-Йорка сообщилось, что ранения получили шестнадцать человек, десять из них с огнестрельными, пятеро из которых находятся в стабильном критическом состоянии. Позднее число пострадавших возросло до 29, 19 из которых получили порезы от осколков и отравление дымом.

## Нападавший
Подозреваемый нападавший, которого описали как чернокожего мужчину ростом 165 сантиметров и весом 80 килограмм, был одет в форму MTA и нес рюкзак. Полиция объявила награду в 50 000$ за информацию о нападавшем.
На следующий день после нападения Фрэнк Р. Джеймс был назван подозреваемым. Во время розыска власти обратились к общественности с просьбой предоставить видео или любую другую информацию, которая могла бы найти его.
Официальные лица сообщили, что у Джеймса было значительное криминальное прошлое, в том числе девять предыдущих арестов (в основном за проступки в Нью-Йорке) и три ареста в Нью-Джерси. Он разместил в Интернете ряд видеороликов, где, в частности, говорил о неизбежности межрасовых столкновений.
13 апреля, на следующий день после нападения, была выложена видеозапись, где видно, как Джеймс входит в метро на станции «Кингс-Хайвей».
Прокуратура Восточного округа Нью-Йорка предъявила Джеймсу обвинение в совершении террористического акта.

## Расследование
Комиссар полиции Нью-Йорка Кичант Сьюэлл заявила, что инцидент в настоящее время[когда?] не расследуется как теракт.

## Последствия
В близлежащих бруклинских школах был отдан приказ об укрытии на месте. В 9:21 MTA опубликовало заявление о том, что движение большинства поездов было приостановлено на некоторых станциях Бруклина и Нижнего Манхэттена. Движение поездов на маршрутах D, N и R было частично приостановлено после атаки. Компания NYC Ferry предоставила бесплатный проезд по маршруту Южного Бруклина в день стрельбы.

## Реакция
Президент США Джо Байден был проинформирован о стрельбе. Представители администрации города призвали жителей Нью-Йорка держаться подальше от этого района в целях их безопасности и для того, чтобы не мешать работать экстренным службам.